# دانیل توسکان دو پلانتیه
دانیل توسکان دو پلانتیه (فرانسوی: Daniel Toscan du Plantier‎؛ ‏ ۷ آوریل ۱۹۴۱ – ۱۱ فوریهٔ ۲۰۰۳) تهیه‌کننده فیلم اهل فرانسه بود.
از فیلم‌ها یا برنامه‌های تلویزیونی که وی در آن نقش داشته‌است، می‌توان به صد و یک شب، بینوایان و کورچاک اشاره کرد.